# Солнечный (ЗАТО, Красноярский край)
Со́лнечный (ранее Ужур-4) — посёлок городского типа в Красноярском крае России.
В рамках административно-территориального устройства имеет статус закрытого административно-территориального образования. В рамках муниципального устройства образует городской округ ЗАТО посёлок Солнечный.

## География
Расположен в юго-западной части Красноярского края. Со всех сторон окружён территорией Ужурского района. Имеет общую северную границу с городом Ужуром.
Удалённость от города Красноярска по автодороге через Ачинск составляет 301 км.
Площадь территории ЗАТО составляет 3,84 км².

## История
Образован 19 октября 1965 года, как военный городок ракетчиков.
На территории находится войсковая часть 32441 (Краснознамённая 62-я дивизия РВСН).
Статус закрытого административно-территориального образования (ЗАТО) рабочему посёлку Солнечный присвоен в 1992 году Постановлением Верховного Совета Российской Федерации от 14 июля 1992 года № 3298-1.
26 мая 2005 года посёлок наделён статусом городского округа.

## Население
| 2002    | 2009    | 2010    | 2012    | 2013    | 2014  | 2015  |
| ------- | ------- | ------- | ------- | ------- | ----- | ----- |
| 10 809  | ↘10 338 | ↗10 384 | ↘10 203 | ↘9975   | ↘9850 | ↗9958 |
| 2016    | 2017    | 2018    | 2019    | 2020    | 2021  |       |
| ↗10 037 | ↘10 035 | ↘9950   | ↗10 040 | ↗10 095 | ↘8428 |       |

## Местное самоуправление
Совет депутатов ЗАТО посёлка Солнечный
Дата формирования: 18.09.2015. Срок полномочий: 5 лет
Председатель совета депутатов
- Неделько Юрий Федорович

Глава ЗАТО п. Солнечный
- Неделько Юрий Федорович. Дата избрания: 18.09.2015 года. Срок полномочий: 5 лет

Руководитель администрации ЗАТО
- Заворотний Александр Сергеевич . Дата назначения: 12.2015. Срок контракта: на срок полномочий Совета депутатов ЗАТО п. Солнечный

## Социальная сфера
Две школы — начальная и средняя, школа искусств, Дом культуры Российской Армии, четыре детских сада, Дворец Спорта, стадион, и другие учреждения и сооружения.
В гарнизоне проживает около 1500 семей военнослужащих. На территории посёлка действуют 17 женсоветов, работает кабинет «Служба семьи». На территории посёлка построено с 1965 года по 2007 год более 50 многоквартирных жилых домов, в которых проживают семьи военнослужащих и гражданский персонал Российской Армии. Обеспечивает теплоснабжением и водоснабжением жилые дома, муниципальное унитарное предприятие жилищно-коммунального хозяйства ЗАТО п. Солнечный (МУП ЖКХ ЗАТО п. Солнечный).